# Babići, Umag
Babići (italijansko Babici) so naselje na Hrvaškem, ki upravno spada pod mesto Umag, ki je najbolj severozahodni del Istrske županije. Sestavlja ga več zaselkov: Dolinci, Kanal, Kušći, Stancija Lakoti, Škrinjari, Gornji Babići, Donji Babići, Biribaci, Barići, Kubertoni, Škavnice, Šverki, Zakinji, Koreniki.

## Demografija
| Pregled števila prebivalcev po letih | Pregled števila prebivalcev po letih | Pregled števila prebivalcev po letih | Pregled števila prebivalcev po letih | Pregled števila prebivalcev po letih | Pregled števila prebivalcev po letih | Pregled števila prebivalcev po letih | Pregled števila prebivalcev po letih | Pregled števila prebivalcev po letih | Pregled števila prebivalcev po letih | Pregled števila prebivalcev po letih | Pregled števila prebivalcev po letih | Pregled števila prebivalcev po letih | Pregled števila prebivalcev po letih | Pregled števila prebivalcev po letih |
| ------------------------------------ | ------------------------------------ | ------------------------------------ | ------------------------------------ | ------------------------------------ | ------------------------------------ | ------------------------------------ | ------------------------------------ | ------------------------------------ | ------------------------------------ | ------------------------------------ | ------------------------------------ | ------------------------------------ | ------------------------------------ | ------------------------------------ |
| 1857                                 | 1869                                 | 1880                                 | 1890                                 | 1900                                 | 1910                                 | 1921                                 | 1931                                 | 1948                                 | 1953                                 | 1961                                 | 1971                                 | 1981                                 | 1991                                 | 2001                                 |
| 0                                    | 0                                    | 528                                  | 545                                  | 606                                  | 671                                  | 0                                    | 0                                    | 683                                  | 527                                  | 537                                  | 447                                  | 436                                  | 440                                  | 456                                  |